# Danh sách giải thưởng và đề cử của Kang Daniel
Kang Daniel là một ca sĩ, nhạc sĩ và doanh nhân người Hàn Quốc. Đồng thời là thành viên nhóm nhạc nam Hàn Quốc Wanna One, anh nhận được chín giải thưởng cá nhân (bao gồm cả hai loại giải thưởng tân binh cho hoạt động của mình trên SBS's Master Key và MBC's It's Dangerous Beyond the Blankets). Daniel chính thức ra mắt với tư cách nghệ sĩ solo vào tháng 7 năm 2019 với Color on Me (EP), anh đã giành được ba đề cử tại Seoul Music Awards. Đĩa đơn chính trong EP là "What Are You Up To" đã mang về cho anh giải Video âm nhạc xuất sắc nhất tại MelOn Music Awards 2019.
Với những thành tích của mình vào năm 2020, Daniel đã giành được bốn giải thưởng Bonsang từ APAN Music Awards, Soribada Best K-Music Awards, Seoul Music Awards và The Fact Music Awards. Anh ấy cũng đã giành được 'Sân khấu của năm' tại Soribada Best K-Music Awards 2020. Nhìn chung, Daniel đã giành được 78 giải thưởng từ 115 đề cử kể từ khi bắt đầu sự nghiệp của mình vào năm 2017.
Trong danh sách thành tích của mình, Daniel đã đạt được Kỷ lục Guinness Thế giới khi là người đạt được một triệu người theo dõi trên Instagram nhanh nhất thế giới với kỷ lục trước đó do Giáo hoàng Francis nắm giữ. Năm 2017, Naver đưa tin rằng Daniel được đưa vào danh sách 'Từ khóa được tìm kiếm nhiều nhất' với tư cách là ca sĩ duy nhất trong top 6, xếp ngay dưới tổng thống Hàn Quốc. Theo danh sách 'Những nhân vật được nhắc đến nhiều nhất trong lĩnh vực truyền hình và giải trí năm 2018' của KBS News, Daniel là cá nhân duy nhất trong số các nhóm nằm trong top 3. Ngoài làng giải trí, Daniel được biết đến với việc tham gia vào các hoạt động từ thiện và nhận được tấm bằng công nhận từ The Snail of Love, một nhóm phúc lợi xã hội dành cho người khiếm thị và khiếm thính.

## Giải thưởng

### APAN Music Awards
| Năm  | Hạng Mục                | Tác Phẩm Đề Cử | Kết Quả   | Chú Thích |
| ---- | ----------------------- | -------------- | --------- | --------- |
| 2020 | APAN Top 10 Bonsang     |                | Đoạt giải | [ 1 ]     |
| 2020 | Best Performance        |                | Đoạt giải |           |
| 2020 | Best Male Solo – Korea  |                | Đoạt giải | [ 2 ]     |
| 2020 | Best Male Solo – Global |                | Đoạt giải |           |
| 2020 | KT Seezn Star Award     |                | Đoạt giải |           |

### APAN Star Awards
| Năm  | Hạng Mục                 | Tác Phẩm Đề Cử            | Kết Quả   | Chú Thích |
| ---- | ------------------------ | ------------------------- | --------- | --------- |
| 2022 | APAN Label K-pop         | Konnect Entertainment     | Đoạt giải |           |
| 2022 | Best Original Soundtrack | "Hush Hush (Korean Ver.)" | Đề cử     |           |

### Asia Artist Awards
| Lần | Năm  | Hạng Mục                          | Tác Phẩm Đề Cử | Kết Quả   | Chú Thích |
| --- | ---- | --------------------------------- | -------------- | --------- | --------- |
| 4   | 2019 | Star15 Popularity Award           |                | Đoạt giải |           |
| 4   | 2019 | Potential Award – Singer          |                | Đoạt giải | [ 3 ]     |
| 4   | 2019 | Best Emotive Award – Singer       |                | Đoạt giải |           |
| 5   | 2020 | Asia Celebrity Award              |                | Đoạt giải | [ 4 ]     |
| 5   | 2020 | Best Musician Award               |                | Đoạt giải | [ 5 ]     |
| 6   | 2021 | Male Solo Singer Popularity Award |                | Đề cử     | [ 6 ]     |
| 6   | 2021 | Best Musician Award               |                | Đoạt giải |           |
| 7   | 2022 | Potential Award – Actor           |                | Đoạt giải |           |
| 7   | 2022 | Rookie of the Year – Actor        | Rookie Cops    | Đoạt giải |           |
| 8   | 2023 | Best Choice Award                 |                | Đoạt giải |           |

### Asian Pop Music Awards
| Năm  | Hạng Mục                            | Tác Phẩm Đề Cử | Kết Quả   | Chú Thích |
| ---- | ----------------------------------- | -------------- | --------- | --------- |
| 2020 | Best Male Singer – Overseas         | Cyan           | Đề cử     | [ 7 ]     |
| 2021 | Best Male Singer – Overseas         | Yellow         | Đề cử     |           |
| 2021 | Top 20 Songs of the Year – Overseas | "Antidote"     | Đoạt giải |           |

### Brand Customer Loyalty Award
| Năm  | Hạng Mục                 | Tác Phẩm Đề Cử | Kết Quả   | Chú Thích |
| ---- | ------------------------ | -------------- | --------- | --------- |
| 2020 | Male Solo Singer         |                | Đoạt giải | [ 8 ]     |
| 2020 | Personnality And Culture |                | Đoạt giải |           |
| 2021 | Male Solo Singer         |                | Đoạt giải | [ 9 ]     |
| 2022 | Male Solo Singer         |                | Đoạt giải |           |

### Blue Dragon Series Award
| Lần | Năm  | Hạng Mục         | Tác Phẩm Đề Cử | Kết Quả   | Chú Thích |
| --- | ---- | ---------------- | -------------- | --------- | --------- |
| 1   | 2022 | Best New Actor   | Rookie Cops    | Đề cử     |           |
| 1   | 2022 | Popularity Award |                | Đoạt giải |           |

### Brand Of The Year
| Năm  | Hạng Mục         | Tác Phẩm Đề Cử | Kết Quả   | Chú Thích |
| ---- | ---------------- | -------------- | --------- | --------- |
| 2018 | Male CF Model    |                | Đoạt giải | [ 10 ]    |
| 2020 | Male Solo Singer |                | Đoạt giải | [ 11 ]    |
| 2021 | Male Solo Singer |                | Đoạt giải | [ 12 ]    |

### CJ E&MAmerica Awards
| Năm  | Hạng Mục              | Tác Phẩm Đề Cử | Kết Quả   | Chú Thích |
| ---- | --------------------- | -------------- | --------- | --------- |
| 2017 | Male Idol Of The Year |                | Đoạt giải | [ 13 ]    |

### Click! Star Wars Awards
| Năm  | Hạng Mục                      | Tác Phẩm Đề Cử | Kết Quả   | Chú Thích |
| ---- | ----------------------------- | -------------- | --------- | --------- |
| 2018 | Popularity Award – Individual |                | Đoạt giải | [ 14 ]    |
| 2018 | Hall of Fame                  |                | Đoạt giải | [ 15 ]    |

### Dong-A.com's Pick
| Năm  | Hạng Mục                         | Tác Phẩm Đề Cử | Kết Quả   | Chú Thích |
| ---- | -------------------------------- | -------------- | --------- | --------- |
| 2019 | Idol Pick Long-term Winner Award |                | Đoạt giải | [ 16 ]    |
| 2020 | Idol Pick Soulmate Award         |                | Đoạt giải | [ 17 ]    |

### Elle Style Awards
| Năm  | Hạng Mục                  | Tác Phẩm Đề Cử            | Kết Quả   | Chú Thích |
| ---- | ------------------------- | ------------------------- | --------- | --------- |
| 2017 | Best Magazine Cover Award | July 2018 Issue – Log Out | Đoạt giải | [ 18 ]    |

### The Fact Music Awards
| Lần | Năm  | Hạng Mục                                 | Tác Phẩm Đề Cử | Kết Quả   | Chú Thích |
| --- | ---- | ---------------------------------------- | -------------- | --------- | --------- |
| 1   | 2018 | Fan N Star Choice Award – Individual     |                | Đoạt giải | [ 19 ]    |
| 1   | 2018 | Fan N Star Most Votes Award – Individual |                | Đoạt giải | [ 19 ]    |
| 1   | 2018 | Fan N Star Hall of Fame – Individual     |                | Đoạt giải | [ 19 ]    |
| 2   | 2019 | Fan N Star Choice Award – Individual     |                | Đoạt giải |           |
| 2   | 2019 | Fan N Star Most Votes Award – Individual |                | Đoạt giải |           |
| 3   | 2020 | Artist of the Year – Bonsang             |                | Đoạt giải | [ 20 ]    |
| 3   | 2020 | Fan N Star Choice Award – Individual     |                | Đề cử     | [ 21 ]    |
| 3   | 2020 | TMA Popularity Award                     |                | Đề cử     | [ 22 ]    |
| 4   | 2021 | Fan N Star Choice Award – Individual     |                | Đề cử     | [ 23 ]    |
| 4   | 2021 | Artist of the Year – Bonsang             |                | Đoạt giải | [ 24 ]    |
| 5   | 2022 | Artist of the Year – Bonsang             |                | Đoạt giải |           |

### Fashionista Awards
| Năm  | Hạng Mục                       | Tác Phẩm Đề Cử | Kết Quả   | Chú Thích |
| ---- | ------------------------------ | -------------- | --------- | --------- |
| 2017 | Best Fashionista – Rising Star |                | Đoạt giải | [ 25 ]    |

### Forbes Korea K-Pop Awards
| Năm  | Hạng Mục                                   | Tác Phẩm Đề Cử | Kết Quả   | Chú Thích |
| ---- | ------------------------------------------ | -------------- | --------- | --------- |
| 2021 | Best K-Pop Idols Who Shined in 2021 – Male |                | Đoạt giải |           |
| 2022 | Best K-Pop Idols Who Shined in 2022 – Male |                | Đoạt giải |           |

### Gaon Chart Music Awards
| Năm  | Hạng Mục                          | Tác Phẩm Đề Cử | Kết Quả   | Chú Thích |
| ---- | --------------------------------- | -------------- | --------- | --------- |
| 2021 | Mubeat Global Choice Award – Male |                | Đề cử     | [ 26 ]    |
| 2022 | Song of the Year – February       | "Paranoia"     | Đề cử     |           |
| 2022 | Song of the Year – April          | "Antidore"     | Đoạt giải |           |

### Golden Disc Awards
| Năm  | Hạng Mục                  | Tác Phẩm Đề Cử | Kết Quả | Chú Thích |
| ---- | ------------------------- | -------------- | ------- | --------- |
| 2020 | Rookie of the Year        |                | Đề cử   | [ 27 ]    |
| 2020 | Popularity Award          |                | Đề cử   |           |
| 2021 | Album Bonsang             | Magenta        | Đề cử   | [ 28 ]    |
| 2021 | Curaprox Popularity Award |                | Đề cử   |           |
| 2021 | QQ Music Popularity Award |                | Đề cử   | [ 29 ]    |

### Hanteo Music Awards
| Năm  | Hạng Mục                     | Tác Phẩm Đề Cử | Kết Quả   | Chú Thích |
| ---- | ---------------------------- | -------------- | --------- | --------- |
| 2022 | Artist of the Year – Bonsang |                | Đoạt giải |           |

### ITOBTIK 2021 Song Awards
| Năm  | Hạng Mục     | Tác Phẩm Đề Cử | Kết Quả   | Chú Thích |
| ---- | ------------ | -------------- | --------- | --------- |
| 2021 | Male Soloist | "Antidore"     | Đoạt giải |           |

### KBS Entertainment Awards
| Năm  | Hạng Mục               | Tác Phẩm Đề Cử | Kết Quả   | Chú Thích |
| ---- | ---------------------- | -------------- | --------- | --------- |
| 2023 | Best Entertainer Award |                | Đoạt giải |           |

### K-Champ Awards
| Năm  | Hạng Mục                                         | Tác Phẩm Đề Cử | Kết Quả | Chú Thích |
| ---- | ------------------------------------------------ | -------------- | ------- | --------- |
| 2020 | Idol Champ Of The Year (Best Idol Champion Song) |                | Đề cử   |           |

### K-Global Heart Dream Awards
| Năm  | Hạng Mục               | Tác Phẩm Đề Cử | Kết Quả   | Chú Thích |
| ---- | ---------------------- | -------------- | --------- | --------- |
| 2022 | Main Prize - Bonsang   |                | Đoạt giải |           |
| 2022 | Global Fandom Donation | Danity         | Đoạt giải |           |
| 2022 | Male Solo Popularity   |                | Đoạt giải |           |

### Korea K-Pop Global Top Ten Awards
| Năm  | Hạng Mục                | Tác Phẩm Đề Cử | Kết Quả   | Chú Thích |
| ---- | ----------------------- | -------------- | --------- | --------- |
| 2018 | Global Popularity Award |                | Đoạt giải |           |
| 2019 | Global Popularity Award |                | Đoạt giải |           |

### Korea First Brand Awards
| Năm  | Hạng Mục         | Tác Phẩm Đề Cử | Kết Quả   | Chú Thích |
| ---- | ---------------- | -------------- | --------- | --------- |
| 2021 | Male Solo Singer |                | Đoạt giải | [ 30 ]    |
| 2022 | Male Solo Singer |                | Đoạt giải |           |
| 2023 | Male Solo Singer |                | Đoạt giải |           |
| 2023 | Male Idol Actor  | Rookie Cops    | Đoạt giải |           |

### MBC Entertainment Awards
| Lần | Năm  | Hạng Mục               | Tác Phẩm Đề Cử                     | Kết Quả   | Chú Thích |
| --- | ---- | ---------------------- | ---------------------------------- | --------- | --------- |
| 18  | 2018 | Rookie Award – Variety | It's Dangerous Beyond the Blankets | Đoạt giải | [ 31 ]    |

### MBN FUN Awards
| Lần | Năm  | Hạng Mục                                  | Tác Phẩm Đề Cử | Kết Quả   | Chú Thích |
| --- | ---- | ----------------------------------------- | -------------- | --------- | --------- |
| 2   | 2020 | This Year's Why Are You Coming From There | Live And Learn | Đoạt giải |           |

### Melon Music Awards
| Năm  | Hạng Mục         | Tác Phẩm Đề Cử             | Kết Quả   | Chú Thích |
| ---- | ---------------- | -------------------------- | --------- | --------- |
| 2019 | Best Music Video | "What Are You Up To"(뭐해) | Đoạt giải | [ 32 ]    |
| 2019 | Hot Trend        |                            | Đề cử     |           |

### Mnet Asian Music Awards
| Năm  | Hạng Mục                      | Tác Phẩm Đề Cử     | Kết Quả | Chú Thích |
| ---- | ----------------------------- | ------------------ | ------- | --------- |
| 2019 | Best New Male Artist          |                    | Đề cử   | [ 33 ]    |
| 2019 | Artist Of The Year            |                    | Đề cử   |           |
| 2019 | Worldwide Fans' Choice Top 10 |                    | Đề cử   |           |
| 2020 | Best Male Artist              |                    | Đề cử   | [ 34 ]    |
| 2020 | Artist Of The Year            |                    | Đề cử   |           |
| 2020 | Song Of The Year              | "Who U Are" (깨워) | Đề cử   |           |
| 2020 | Best Dance Performance – Solo | "Who U Are" (깨워) | Đề cử   |           |
| 2020 | Worldwide Fans' Choice Top 10 |                    | Đề cử   |           |
| 2021 | Best Male Artist              |                    | Đề cử   | [ 35 ]    |
| 2021 | Worldwide Fans' Choice Top 10 |                    | Đề cử   |           |
| 2022 | Best Male Artist              |                    | Đề cử   |           |
| 2022 | Artist Of The Year            |                    | Đề cử   |           |
| 2022 | Worldwide Fans' Choice Top 10 |                    | Đề cử   |           |

### MTN Broadcast Advertising Festival
| Lần | Năm  | Hạng Mục             | Tác Phẩm Đề Cử                   | Kết Quả   | Chú Thích |
| --- | ---- | -------------------- | -------------------------------- | --------- | --------- |
| 10  | 2018 | Viewers' Grand Prize | Hite Extra Cold TVC – Ice Drum   | Đoạt giải | [ 36 ]    |
| 12  | 2020 | Viewers' Grand Prize | KT TVC – Galaxy Note 10 Aura Red | Đoạt giải |           |

### Newsis K-EXPO Cultural Awards
| Năm  | Hạng Mục            | Tác Phẩm Đề Cử | Kết Quả   | Chú Thích |
| ---- | ------------------- | -------------- | --------- | --------- |
| 2022 | Seoul Mayor’s Grand |                | Đoạt giải |           |

### SBS Entertainment Awards
| Lần | Năm  | Hạng Mục               | Tác Phẩm Đề Cử | Kết Quả   | Chú Thích |
| --- | ---- | ---------------------- | -------------- | --------- | --------- |
| 11  | 2017 | Rookie Award – Variety | Master Key     | Đoạt giải | [ 37 ]    |

### Seoul International Drama Awards
| Năm  | Hạng Mục               | Tác Phẩm Đề Cử | Kết Quả   | Chú Thích |
| ---- | ---------------------- | -------------- | --------- | --------- |
| 2022 | Outstanding K-Pop Idol |                | Đoạt giải |           |

### Seoul Music Awards
| Lần | Năm  | Hạng Mục                | Tác Phẩm Đề Cử | Kết Quả   | Chú Thích |
| --- | ---- | ----------------------- | -------------- | --------- | --------- |
| 29  | 2020 | Main Award – Bonsang    | Color on Me    | Đề cử     | [ 38 ]    |
| 29  | 2020 | Dance Performance Award | "Touchin'"     | Đề cử     |           |
| 29  | 2020 | Popularity Award        | Color on Me    | Đề cử     |           |
| 29  | 2020 | K-Wave Award            | Color on Me    | Đề cử     |           |
| 30  | 2021 | Main Award – Bonsang    | Magenta        | Đoạt giải | [ 39 ]    |
| 30  | 2021 | Popularity Award        | Magenta        | Đề cử     | [ 40 ]    |
| 30  | 2021 | K-Wave Award            | Magenta        | Đề cử     |           |
| 30  | 2021 | Fan PD Artist Award     |                | Đoạt giải | [ 41 ]    |
| 31  | 2022 | Main Award – Bonsang    | Yellow         | Đoạt giải |           |
| 32  | 2023 | Main Award – Bonsang    | The Story      | Đoạt giải |           |

### Soribada Best K-Music Awards
| Năm  | Hạng Mục                  | Tác Phẩm Đề Cử | Kết Quả   | Chú Thích |
| ---- | ------------------------- | -------------- | --------- | --------- |
| 2020 | New K-Wave Real Fan Award |                | Đoạt giải | [ 42 ]    |
| 2020 | Bonsang Award             |                | Đoạt giải |           |
| 2020 | Stage Of The Year         |                | Đoạt giải |           |
| 2020 | Male Popularity Award     |                | Đề cử     | [ 43 ]    |

### Ten Asia Global Top Ten Awards
| Năm  | Hạng Mục                             | Tác Phẩm Đề Cử            | Kết Quả   | Chú Thích |
| ---- | ------------------------------------ | ------------------------- | --------- | --------- |
| 2019 | Best Artist – Korea                  |                           | Đoạt giải |           |
| 2019 | Asian Fan's Choice                   |                           | Đoạt giải |           |
| 2020 | Best Artist – Korea                  |                           | Đoạt giải |           |
| 2020 | Best Artist – Singapore              |                           | Đoạt giải |           |
| 2020 | Best Artist – Vietnam                |                           | Đoạt giải |           |
| 2020 | Artist of the Year                   |                           | Đoạt giải | [ 45 ]    |
| 2020 | Best Artist (Second Half) – Korea    |                           | Đoạt giải | [ 46 ]    |
| 2020 | Best Artist (Second Half) – US       |                           | Đoạt giải |           |
| 2021 | Best Artist (First Half) – Korea     |                           | Đoạt giải | [ 47 ]    |
| 2022 | Best Artist – Korea                  |                           | Đoạt giải |           |
| 2022 | Best Artists of K-Drama OST - Korean | "Hush Hush (Korean Ver.)" | Đoạt giải |           |
| 2022 | Best Artist (First Half) – Korea     |                           | Đoạt giải |           |

## Chương trình âm nhạc

### The Show
| Năm  | Ngày       | Bài hát     | Điểm |
| ---- | ---------- | ----------- | ---- |
| 2019 | 3 tháng 12 | "TOUCHIN"   | 6195 |
| 2020 | 31 tháng 3 | "2U"        | 8290 |
| 2020 | 11 tháng 8 | "Who U Are" | 7135 |
| 2021 | 23 tháng 2 | "PARANOIA"  | 7985 |
| 2021 | 20 tháng 4 | "Antidote"  | 8633 |
| 2025 | 24 tháng 6 | "Episode"   | 7910 |

### Show Champion
| Năm  | Ngày       | Bài hát          |
| ---- | ---------- | ---------------- |
| 2020 | 8 tháng 4  | "2U"             |
| 2021 | 24 tháng 2 | "PARANOIA"       |
| 2021 | 21 tháng 4 | "Antidote"       |
| 2024 | 2 tháng 10 | "Electric Shock" |
| 2025 | 25 tháng 6 | "Episode"        |

### M Countdown
| Năm  | Ngày       | Bài hát    | Điểm |
| ---- | ---------- | ---------- | ---- |
| 2020 | 9 tháng 4  | "2U"       | 7664 |
| 2021 | 25 tháng 2 | "PARANOIA" | 8599 |

### Music Bank
| Năm  | Ngày       | Bài hát              | Điểm |
| ---- | ---------- | -------------------- | ---- |
| 2019 | 9 tháng 8  | "What are you up to" | 8177 |
| 2020 | 3 tháng 4  | "2U"                 | 6826 |
| 2020 | 14 tháng 8 | "Who U Are"          | 6248 |
| 2021 | 23 tháng 4 | "Antidote"           | 6156 |
| 2022 | 4 tháng 6  | "Upside Down"        | 7820 |

### Show! Music Core
| Năm  | Ngày       | Bài hát     | Điểm  |
| ---- | ---------- | ----------- | ----- |
| 2020 | 4 tháng 4  | "2U"        | 9142  |
| 2020 | 15 tháng 8 | "Who U Are" | 7384  |
| 2021 | 27 tháng 2 | "PARANOIA"  | 10323 |
| 2021 | 24 tháng 4 | "Antidote"  | 10702 |
| 2025 | 28 tháng 6 | "Episode"   | 5954  |

### Inkigayo
| Năm  | Ngày       | Bài hát    | Điểm |
| ---- | ---------- | ---------- | ---- |
| 2021 | 25 tháng 4 | "Antidote" | 6539 |

## Vinh danh

### Forbes Korean
| Năm  | Hạng Mục                               | Thứ Hạng | Chú Thích |
| ---- | -------------------------------------- | -------- | --------- |
| 2019 | Những ngôi sao quyền lực nhất Hàn Quốc | Hạng 4   |           |
| 2022 | Những ngôi sao quyền lực nhất Hàn Quốc | Hạng 26  |           |